# Bényei Miklós
Bényei Miklós (Tiszaladány, 1943. január 5. – Debrecen, 2023. július 24.) magyar történész, könyvtáros, egyetemi oktató, az MTA doktora (2008).

## Életútja

### Családja, tanulmányai
Tokajban, a Tokaji Ferenc Gimnáziumban érettségizett 1961-ben. Az Eötvös Loránd Tudományegyetem Bölcsészettudományi Karán történelem–könyvtár szakon szerzett diplomát 1966-ban.

### Szakmai pályafutása
1966. augusztus 1-jétől a Hajdú-Bihar Megyei Könyvtár tájékoztató könyvtárosa lett, majd évekig az olvasószolgálati csoport vezetőjeként tevékenykedett. 1976–1979 között a Magyar Tudományos Akadémia Történettudományi Intézetének aspiránsa. 1979–1989 között az MSZMP Hajdú-Bihar megyei bizottságának munkatársa, majd Debrecen városi titkára volt. 1989. októberétől ismét a megyei könyvtár dolgozója lett, először tudományos főmunkatársként, majd a helyismereti osztály vezetőjeként, 1996-tól egészen 2005-ig, végleges nyugdíjazásáig a könyvtár igazgatóhelyetteseként is.
Felesége Csikai Erzsébet nyugdíjas orvos.

## Munkássága

### Kutatói tevékenysége
Kutatási érdeklődése kezdettől fogva a könyv-, sajtó- és könyvtártörténet, szélesebben a művelődés- és eszmetörténet felé vonzotta. Elmélyülten foglalkozott Eötvös József munkásságával. 1969-ben szerzett egyetemi doktori címet az Eötvös Loránd Tudományegyetem Bölcsészettudományi Karán az Eötvös József olvasmányai című disszertációval, amelynek rövidített változata három év múlva könyvként is megjelent. Eötvös Józsefről több tanulmánya és egy tanulmánykötete (Eötvös József könyvei és eszméi – 1996) is napvilágot látott, 1977-ben sajtó alá rendezte és bevezető tanulmánnyal látta el naplójegyzeteit, Vallomások és gondolatok címmel. A reformkori diéták művelődéspolitikai tanácskozásairól és dokumentumairól mintegy húsz közleménye jelent meg, köztük egy forráskiadvány (Reformkori országgyűlések színházi vitái, 1825–1848 – 1985), egy kismonográfia (Reformkori országgyűlések a sajtószabadságról – 1994) és egy tanulmánygyűjtemény (A nemzeti és polgári kultúra felé – 1998).
Elsőként próbálkozott a jeles, többszörösen is debreceni kötődésű huszadik századi művelődés- és könyvtárpolitikus, Kovács Máté pályaképének felvázolásával. Debrecen és Hajdú-Bihar megye múltjára, elsődlegesen 19–20. századi fejlődésére vonatkozó helytörténeti kutatásai szintén a művelődés- és eszmetörténet tárgykörébe tartoznak. Kísérletet tett a reformkori Debrecen kulturális jellemzőinek áttekintésére, több dolgozatot írt a helyi könyvkiadás és sajtó históriai értékeiről.

### Oktatói tevékenysége
1988 őszén a debreceni Kossuth Lajos Tudományegyetem megbízta az informatikus könyvtáros szak beindításának előkészítésével. 1989. május 15-én elnyerte a történelemtudomány kandidátusa fokozatot az Oktatáspolitikai törekvések a reformkori országgyűléseken című értekezésével. A szak 1989-es indulásától külsős oktatóként, 1993–2005 között másodállású docensként oktatott, és a szakfelelősi teendőket is ellátta. A bolognai reform után, több kollégájával is együttműködve szerepet vállalt az informatikus könyvtáros szak alapképzési és mesterképzési programjának kidolgozásában. Nyugdíjazása óta külső oktatóként továbbra is közreműködik a debreceni és az egri könyvtárosképzésben.
2009-ben címzetes egyetemi tanári címet kapott.

## Főbb művei
- Eötvös József olvasmányai; Akadémiai, Bp., 1972 (Irodalomtörténeti füzetek)
- Bényei Miklós–Gellér Ferencné: Debrecen. 1848–-1849. Események, dokumentumok, bibliográfia; Hajdú-Bihar megyei Könyvtár soksz., Debrecen, 1974
- Könyvtári tájékoztatás 2. Társadalomtudományok; Tankönyvkiadó, Bp., 1975
- Hajdú-Biharban történt. 1968–1974; Hajdú-Bihar megyei Könyvtár, Debrecen, 1975
- Könyvek Hajdú-Bihar megyéről. 1945–1974. Ajánló bibliográfia; Hajdú-Bihar Megyei Könyvtár soksz., Debrecen, 1975
- A Tanácsköztársaság debreceni sajtójának repertóriuma; Hajdú-Bihar Megyei Könyvtár, Debrecen, 1979
- Hajdú-Bihar megye munkásmozgalom-történetének irodalma. 1945–1977. Bibliográfia; Hajdú-Bihar megyei Tanács V. B. Művelődésügyi Osztálya, Debrecen, 1980
- Reformkori országgyűlések színházi vitái, 1825–1848; sajtó alá rend., összeáll., bev., utószó, jegyz. Bényei Miklós; MSZI, Bp., 1985 (Színháztörténeti könyvtár)
- A Csokonai Kiadó első öt esztendeje, 1988–1992. Bibliográfia; összeáll. Bényei Miklós; Csokonai–Hajdú-Bihar Megyei Könyvtár–Debreceni Városi Könyvtár, Debrecen, 1993
- Oktatáspolitikai törekvések a reformkori országgyűléseken; Csokonai, Debrecen, 1994
- Helyismereti tevékenység a könyvtárakban; Bessenyei, Nyíregyháza, 1994
- Reformkori országgyűlések a sajtószabadságról; Stúdium, Nyíregyháza, 1994 (Kultúrtudományi tanulmányok)
- Eötvös József könyvei és eszméi. Tanulmányok, esszék; Csokonai, Debrecen, 1996 (Csokonai história könyvek)
- Széchenyi István és Debrecen. Tények és dokumentumok; Csokonai, Debrecen, 1997 (Csokonai história könyvek)
- Helytörténet, iskola, könyvtár. Helytörténeti ismeretek iskolai oktatásának segítése a könyvtárakban; OPKM, Bp., 1997
- Hajdú-Bihar megye oktatástörténeti irodalma, 1896-1996. Válogatott bibliográfia; összeáll. Bényei Miklós; Hajdú-Bihar Megyei Könyvtár, Debrecen, 1997
- A nemzeti és polgári kultúra felé. Tanulmányok a reformkori magyar művelődés történetéről; Csokonai, Debrecen, 1998 (Csokonai história könyvek)
- Debreceni történelmi miniatűrök; Ethnica, Debrecen, 2000
- Könyvek Hajdú-Bihar megye múltjáról. Válogatott ajánló bibliográfia; összeáll. Bényei Miklós; Hajdú-Bihar Megyei Könyvtár, Debrecen, 2001
- Debrecen helytörténeti irodalma. Válogatott bibliográfia; összeáll., szerk. Bényei Miklós; Kinizsi, Debrecen, 2002
- Kossuth Lajos és Debrecen; Debrecen Városi Könyvtár, Debrecen, 2003
- Bocskai és a hajdúk. Válogatott bibliográfia; összeáll. Bényei Miklós; Hajdú-Bihar Megyei Önkormányzat–Méliusz Juhász Péter Megyei Könyvtár, Debrecen, 2004 (Bocskai-szabadságharc 400. évfordulója)
- Genius loci. A helyismereti tevékenységről; KI, Bp., 2004 (Továbbképzés felsőfokon)
- Kovács Máté; OPKM, Bp., 2005 (Tudós tanárok, tanár tudósok)
- A cívis szellem nyomtatott hírnökei. Írások a debreceni könyv- és lapkiadás történetéről; szerzői, Debrecen, 2007
- Debrecen kincsei; fotó C. Kiss Ilona; TKK, Debrecen, 2007
- Helyismeret, helytörténet. Felsőoktatási jegyzet; EKF Líceum, Eger, 2008
- Művelődési törekvések az erdélyi reformországgyűléseken, 1834–1848; Erdély-történeti Alapítvány, Debrecen, 2008 (Erdély-történeti könyvek)
- Legyen minden helységben olvasóintézet. Könyv- és könyvtártörténeti tanulmányok, cikkek; KI, Bp., 2008 (Továbbképzés felsőfokon)
- Kossuth Lajos trónfosztó beszéde; DEENK, Debrecen, 2008 (A Debreceni Egyetem Egyetemi és Nemzeti Könyvtárának közleményei)
- Széchenyi István és Bihar vármegye. Tanulmányok; Déri Múzeum, Debrecen, 2010
- A művelődéstörténet könyvtári vonatkozásai II.; EKF, Eger, 2011 (Médiainformatikai kiadványok)
- A Magyar Könyvtárosok Egyesületének története, 1935–2009. Jubileumi kiadvány; szerk. Bényei Miklós; MKE, Bp., 2011
- "Eltéphetetlen kötelék". Régi-új gondolatok a helyismereti tevékenységről; EKF Líceum, Eger, 2012
- Újraolvasva. Hatvan-hatvanöt év múltán; Kiss József, Bp., 2018
- Kossuth Lajos és Debrecen. Kiegészítések. Tanulmányok és előadások; Méliusz Juhász Péter Könyvtár, Debrecen, 2019
- Hajdú-Bihar megye helytörténeti irodalma, 2008–2012. Válogatott bibliográfia; Magyar Nemzeti Levéltár Hajdú-Bihar Megyei Levéltára, Debrecen, 2019
- A könyvtárak és a lokalitás vonzásában. Tanulmányok, előadások, könyvismertetések, lektori vélemények; Líceum, Eger, 2022

## Társasági és szerkesztőbizottsági tagságai
Tagja a Magyar Könyvtárosok Egyesületének (MKE), 1990 és 1998 között az MKE Bibliográfiai Szekciójának, 1998-tól 2007-ig az MKE elnökségének. 2000-től 2013-ig a Könyvtári Akkreditációs Szakbizottság, 2001-től a Kovács Máté Alapítvány kuratóriumának tagja; 2004-től 2016-ig a Debrecen Megyei Jogú Város Önkormányzatának Közgyűlése által létrehozott Őrváros – Debrecen Szerepe Magyarország XX. Századi Történelmében Közalapítvány kuratóriumi tagja. 
1997 és 2011 között részt vett a Könyvtári Figyelő című folyóirat szerkesztőbizottsági munkájában.

## Kitüntetései, elismerései
- Szinnyei József-díj (1998)
- MKE-emlékérem (1999)
- Bocskai István-díj (2005)
- Bél Mátyás Nottia Hungariae emlékplakett (2006)
- Széchényi Ferenc-díj (2009)
- Kertész Gyula-emlékérem (2015)